# Камки
Ка́мки (рос. Камки) — присілок у складі Юкаменського району Удмуртії, Росія.
Населення — 155 осіб (2010; 191 в 2002).
Національний склад (2002):
- удмурти — 76 %

В присілку діють початкова школа та садочок.